# Остин Холл
Остин Холл (англ. Austin Hall, 1886—1933) — американский писатель, подвизавшийся в массовых жанрах журнальной литературы. Он написал, по его собственному утверждению в одном из интервью, более 600 произведений под множеством псевдонимов, перечислить которые не удосужился; возможно, «Остин Холл» — тоже псевдоним. Известно, что он жил и умер в Сан-Хосе, Калифорния.
Остин Холл публиковался в ведущих массовых литературных журналах, включая «Argosy» и «All-Story». В основном он писал вестерны, однако в наше время основные упоминания его как автора связаны с ранней журнальной фантастикой.
Первый фантастический рассказ «Почти бессмертен» («Almost Immortal») он опубликовал в номере «All-Story» от 7 октября 1916 года. В номере того же журнала от 30 июня 1917 года появился рассказ «Мятежная душа» («The Rebel Soul»), в продолжение которого Холл написал уже целый роман «В бесконечности» («Into the Infinite», 1919).
В 1921 году «Argosy» (начиная с номера от 14 мая) опубликовал самое известное произведение Остина Холла — роман о путешествии между измерениями «Слепое пятно» («The Blind Spot»), написанный в соавторстве с Хомером Эоном Флинтом. Холл остался недоволен работой в соавторстве и после смерти Флинта опубликовал продолжение романа — «Пятно жизни» («The Spot of Life», 1932), которое самостоятельного успеха не имело.
Ещё один роман Холла, «Народ кометы» («The People of the Comet»), вышел в 1923 году в журнале Weird Tales.
Произведения Остина Холла неоднократно переиздавались в Amazing Stories в первые годы существования журнала.